# Robert Banks (ottico)
Robert Banks (XVIII secolo – XIX secolo) è stato un ottico inglese di rilevanza europea tra la fine del XVIII secolo e la prima metà del XIX.
Costruttore inglese di strumenti ottici, la sua officina fu attiva sullo Strand, nel cuore di Londra, dal 1796 al 1827. Il Museo di Fisica e Storia Naturale di Firenze gli commissionò vari strumenti ottici. Il Museo Galileo di Firenze conserva un compendio per microscopia da lui costruito intorno al 1811.